# Hidenori Ishii
Hidenori Ishii (jap. 石井 秀典, Ishii Hidenori; * 23. September 1985 in der Präfektur Chiba) ist ein japanischer Fußballspieler.

## Karriere
Hidenori Ishii erlernte das Fußballspielen in der Schulmannschaft der Funabashi Municipal High School sowie in der Universitätsmannschaft der Meiji-Universität. Seinen ersten Vertrag unterschrieb er 2008 bei Montedio Yamagata. Der Verein, der in der Präfektur Yamagata beheimatet ist, spielte in der zweiten Liga, der J. League Division 2. Ende 2008 wurde er Vizemeister und stieg in die erste Liga auf. Nach drei Jahren musste er Ende 2011 wieder in die zweite Liga absteigen. Nach 179 Spielen für Yamagata schloss er sich 2015 dem Erstligaabsteiger Tokushima Vortis aus Tokushima an. Mit Vortis feierte er 2020 die Zweitligameisterschaft und den Aufstieg in die erste Liga. Nach nur einer Saison musste er mit Vortis als Tabellensiebzehnter wieder in die zweite Liga absteigen.

## Erfolge
Montedio Yamagata
- J. League Division 2

Vizemeister: 2008  ▲
Tokushima Vortis
- J2 League: 2020  ▲